# Sinraptor
Sinraptor (Sinraptor) – teropod z rodziny sinraptorów (Sinraptoridae).
Żył w okresie późnej jury na terenach Azji. Długość ciała do 8 m, wysokość ok. 3 m. Jego szczątki znaleziono w 1987 r. w Chinach.
Gatunki sinraptora:
- Sinraptor dongi (Currie & Zhao, 1994)
- Sinraptor hepingensis (wcześniej Yangchuanosaurus hepingensis) (Gao, 1992)